# كولفيل (يوتا)
كولفيل (بالإنجليزية: Coalville, Utah)‏ هي مدينة تقع في الولايات المتحدة في مقاطعة سوميت، يوتا. يقدر عدد سكانها بـ 1,398 نسمة ومساحتها 8.4 كم2 وترتفع عن سطح البحر 1,700 متر.

## أعلام
- براينت إس. هينكلي
- إستر هيكس
- أنتوني جيري